# Vitamin B12-brist
Vitamin B12-brist eller kobalaminbrist, är ett bristtillstånd på vitamin B12, utlöst antingen av otillräckligt intag genom kosten eller av att kroppen inte förmår ta upp vitaminet. Det förekommer ofta tillsammans med kopparbrist.
Vitamin B12-brist beskrevs första gången 1962 för ett tillstånd bland ursprungsamerikaner där barn före ett års ålder utvecklade pigmentförändringar, apati, regression i utvecklingen, och ofrivilliga rörelser.
Eftersom vitamin B12 lagras i levern klarar vuxna människor av en tid utan tillskott, men foster och spädbarn drabbas relativt hastigt av symtom. Ett spädbarn har endast ungefär 25 µg lagrat, vilket det snabbt förbrukar vid vävnadstillväxt. Vitaminvärdena i bröstmjölken är därför mycket viktiga om barnet ammas.
Bristen uppskattas av serumkoncentrationen av B12 samt eventuellt i kombination med att mäta serumvärdet av homocystein.

## Symtom och tecken
Vid vitamin B12-brist drabbas myelinsyntesen, vilket troligen är förklaringen till flera av symtomen, som ofta är neuropsykiatriska.
Spädbarn visar tillväxthämning, irritabilitet, magerhet, matvägran och försenad mental utveckling. Mellan en tredjedel och hälften av barnen får försämrad tillväxt av skallen, och vanligen märks bristen på kroppsvikten. Förutom matvägran är flera psykiska symtom vanliga, till exempel mental frånvaro, darrningar, och frånvaro av leende; en del av symtomen kan dock möjligen härledas till reaktionen på behandlingen
Hos äldre kan B12-brist ge samma symtom som frontallobsdegeneration, vilket går över efter behandling.
Den neurologiska påverkan av bristen kan yttra sig i parestesi, problem med proprioception, försämrad vibrationsuppfattning, möjligen neuropati. samt kan ge myelopati. Låga nivåer B12 kan ge påverkan på baroreflexen, vilket kan leda till postural ortostatisk takykardi, ortostatisk hypotension och svimningar - dock är mekanismen bakom oklar. Det förmodas att brist kan ge affektiva störningar (särskilt depressioner), psykoser, demens, ataxi, och flera andra psykiska symtom.
För att bilda röda blodkroppar (erytrocyter) behövs folsyra, järn och B12, därför kan blodbrist vara ett tecken på vitamin B12-brist.

## Orsaker
Brist hos spädbarn beror oftast på att modersmjölken har låg halt av vitaminet och modern lider därmed också av samma brist. Eftersom vitamin B12 endast finns i animaliska livsmedel, och i vegetabiliska bara om de är berikade artificiellt, kan också personer som äter lite animaliska livsmedel (i första hand veganer och vegetarianer) drabbas.
Det kan också uppstå för att kroppen inte förmår absorbera vitaminet (malabsorption), vilket kan ses vid perniciös anemi, tarmproblem, för låga värden intrinsic factor eller gastrisk bypass. Det är dessutom vanligt bland äldre att tarmens funktion blir sämre, vilket orsakar denna vitaminbrist. Uppskattningsvis 5‑20 % äldre lider av detta. Det är inte ovanligt med B12-brist vid diabetes, eventuellt till följd av medicineringen.

## Behandling
Vitamin B12-brist behandlas ofta med intravenösa tillskott under några dagar, för att sedan behandlas med kosttillskott. Vid behandling av anemi kan folsyretillskott ges vilket förbättrar anemin men försvårar de neurologiska symtomen på B12-bristen.